# وحدت (سربند)
وحدت جماعت و شهرکی در جنوب غربی کشور تاجیکستان است که در ناحیهٔ سربند ولایت ختلان قرار دارد. جمعیت این جماعت ۴۶۳۵ است.